# サム・タワケ
サム・タワケ（Samu Tawake、1996年9月11日 - ）は、スーパーラグビー・パシフィックフィジアン・ドゥルアに所属するラグビー選手。

## プロフィール
- フィジー・レブカ出身。
- ポジションはプロップ(PR)。
- 身長 183cm、体重 120kg
- U20フィジー代表に選ばれたことがある[1]。
- フィジー代表キャップは4（2024年3月現在）でラグビーワールドカップ2023のフィジー代表に選ばれた[2]。

## 略歴
カンダベリー、マナワツ、ラグビー・ユナイテッド・ニューヨークを経て、2021年、フィジアン・ドゥルアに加入。